# Maurice Herriott
Maurice Herriott (8 ottobre 1939) è un ex siepista britannico.

## Palmarès
- Giochi olimpici

Tokyo 1964: argento nei 3000 metri siepi.

## Altre competizioni internazionali
1965
- Argento in Coppa Europa ( Stoccarda), 3000 m siepi - 8'42"2